# Matilde Ras
Matilde Ras Fernández (Tarragona, 1 de setembre de 1881 - Madrid, 15 d'abril de 1969) és considerada una de les pioneres en la grafologia científica a Espanya. Gran coneixedora dels clàssics, i considerada especialista en l'anàlisi del Quixot, va ser traductora, articulista, assagista i escriptora de novel·la, teatre i guions.

## Biografia
Matilde Ras va néixer a Tarragona el 1881 en el si d'una família que forma part dels cercles intel·lectuals de l'època. El pare Antoni Ras i Pons és arquitecte i la mare, Matilde Fernández Casanova, havia fet el Magisteri a França i després a Espanya. Seguidors de l'Espiritisme s'havien casat pel civil l'any 1880. El seu únic germà, Aureli, és un any menor. Quan Matilde té dos anys, la família es trasllada a Cuba, deixant el germà a Espanya, amb una dida. Quan tornen a Espanya, havent mort el pare a Cuba l'any 1883, s'instal·len a Tarragona, després a Barcelona, Saragossa i Sòria. Finalment definitivament a Madrid, on Matilde acaba el Batxillerat.
Des de molt joveneta, mostra una gran predisposició per la literatura. Llegeix molt i escriu petits contes i historietes, que més tard es convertiran en inspirats contes que tenen un gran èxit i que són publicats per diverses revistes infantils. Matilde mostra també ben aviat una gran predisposició pel dibuix, i als 18 anys, ja exerceix com a professora. Donat el seu elevat coneixement del francès, que li havia ensenyat la seva mare, fa traduccions de poemes de Paul Verlaine, Charles Baudelaire, i Paul Valéry entre d'altres. Es converteix en una apassionada lectora de Voltaire.
En qüestions socials i polítiques Matilde Ras es defineix com a feminista conservadora que, tot i que s'aparta de les posicions més ortodoxes, s'adhereix als principis del catolicisme i mira de compaginar el paper maternal i domèstic amb la reivindicació d'igualtat i amb la necessitat d'instrucció per a la dona i de realització personal i professional dins i fora de la llar. Va formar part de la primera generació de feministes espanyoles amb consciència de grup, juntament amb Elena Fortún. Eren amigues i admiradores mútues des dels temps del madrileny Cercle Sàfic de Victorina Durán, compromeses en la defensa dels drets de les dones, van reivindicar el nou paper de la dona en la societat, i van arribar a enfrontar-se a figures com Ramón y Cajal, Gregorio Marañón o la mateixa Pilar Primo de Rivera. La seva amistat va començar als anys vint a la revista Blanco i Negro, publicació en què totes dues col·laboraven. Van viure la seva relació sentimental amb discreció i, encara que van seguir en contacte i fins i tot van escriure juntes, es van veure separades per l'exili d'Elena, que va decidir, després d'algun dubte, seguir el seu marit a l'exili fora d'Espanya.

## Trajectòria
Entre els seus interessos més primerencs es troba la grafologia, arran del descobriment del llibre Método práctico de Grafología de Juan Hipólito Michon. De forma autodidacta, estudia amb veritable passió i es dedica a comprovar entre familiars i amistats la veracitat dels signes grafològics, interpretant cartes manuscrites. La seva viva curiositat la incita a aprofundir cada vegada més en el seu estudi. Aviat, a través de les amistats que té a París, rep altres llibres, entre els quals un que l'entusiasma: L'escriptura i el caràcter, de Jules Crépieux-Jamin, pare de la grafologia francesa, que, posteriorment, es traduirà per la seva mediació i es publicarà l'any 1933. Aproximadament l'any 1910, es va adreçar a la revista Por esos mundos, oferint un consultori grafològic; després de l'anàlisi de la grafia de diversos membres de la redacció, van acceptar la seva proposta.
El 1917 va publicar el seu primer llibre, Grafología. Estudio del carácter por la escritura, a l'Editorial Estvdio de Barcelona. A mitjan any 1923 la Junta d'Ampliació d'Estudis li concedeix una beca i es trasllada a París, on rep classes de peritatge d'escrits dels millors mestres de l'època, inclòs el seu admirat mestre Crépieux-Jamin, i obté finalment el diploma de la Société Technique des Experts en Écritures. Gràcies a la seva important obra de divulgació en mitjans de comunicació va ser la veritable introductora de la grafologia clàssica francesa a Espanya, Portugal i Hispanoamèrica. La seva labor grafològica s'aboca en diferents volums específics i també en un gran nombre de col·laboracions en revistes i periòdics madrilenys: Por esos mundos, El Heraldo de Madrid, Blanco y Negro o Estampa, entre d'altres.
El 1925, en el seu retorn a Espanya, després d'alguns anys a París, trencant barreres i lluitant contra la incredulitat de molts, acaba imposant-se amb un èxit arrollador amb els seus treballs d'interpretació grafològica i amb les seves col·laboracions a ABC i Blanco y Negro, que mantindria durant tota la vida. A partir de la seva arribada a Espanya, les seves publicacions s'incrementen cada vegada més, en diaris i revistes d'Espanya, Sud-amèrica, Portugal i França. Publica l'any 1929 la seva segona obra, Grafología: las grandes revelaciones de la escritura, que publica Editorial Labor, una de les més prestigioses editorials de l'època. Per aquestes dates, realitza també la part corresponent a Grafologia de l'Enciclopèdia Espasa-Calpe.
Gradualment, es converteix en la referència professional en l'àmbit grafològic. Hi acudeixen de revistes i diaris de tots els països de parla hispànica i francesa, editors i, sobretot, consultors particulars. El seu treball és tant que es veu obligada a abandonar molts projectes literaris i assajos biogràfics que tenia començats o previstos. Va constituir una presència destacada en el camp de la narrativa, dels reportatges i de la ressenya literària i artística. Les seves col·laboracions revelen l'amplitud dels seus interessos i la profunditat de la seva cultura. Així mateix, ens va deixar una sèrie de contes infantils i un assaig psicobiogràfic sobre Voltaire, que no va poder publicar i en el qual va treballar en estones lliures durant anys.
A més del seu treball d'assessorament a empreses i a consultants particulars, de les seves classes particulars (des de 1917 fins a la seva jubilació, va mantenir un consultori grafològic a Madrid) i de les seves innombrables col·laboracions en premsa i revistes del país i l'estranger, va ser professora de Grafologia Pràctica i conferenciant a l'Institut Internacional de Boston a Madrid. Així mateix va desenvolupar labors de traducció, centrada en els clàssics de la literatura infantil i juvenil, com Charles Perrault, els germans Grimm i Hans Christian Andersen. Gran coneixedora dels clàssics, i considerada especialista en l'anàlisi del Quixot.
És coneguda la seva correspondència amb diferents artistes catalans, entre els quals recordem Víctor Català; amb aquesta artista, a la qual va considerar la perfecta interlocutora, va tenir una estreta relació epistolar que s'allargà durant dècades, entre 1904 i 1964, que ens revela molt de la faceta de Matilde Ras com a dona, a més de com a escriptora. Matilde Ras va dedicar un conte a l'autora empordanesa, La muerte (1913), que ara es pot llegir a l'antologia El camino es nuestro.
No obstant això, l'èxit dels seus estudis grafològics pioners ha dificultat en certa manera el coneixement de la seva obra literària. Després de la Guerra Civil, s'exilià a Portugal.

## Obres

### Sobre Grafologia
- Grafología. Estudio del carácter por la escritura (1917)
- Grafología: las grandes revelaciones de la escritura (1929)
- Grafología (1933)
- La inteligencia y la cultura en el grafismo (1945), Ed. Labor
- El retrato grafológico (1947), Ed. Plus Ultra
- Historia de la escritura y grafología (1951), Ed. Plus Ultra
- Los artistas escriben (1953), Ed. Alhambra
- Lo que sabemos de Grafopatología (1963)

### Altres obres
- Donde se bifurca el sendero (1913)
- Contes de la Guerra (1916). Volum de relats.
- Quimerania (1918). Volum de relats.
- El amo y El taller de Pierrot (1934), peces de teatre recollides en l'obra Teatro de mujeres, de Cristóbal de Castro.
- La hermosa hilandera y los siete pretendientes. Obra de teatre representada a Panamà.
- Charito i les seves germanes (1946)
- Diari (1946), dedicat a Elena Fortún.
- Heroísmos oscuros (1968)
- El camino es nuestro. Antologia de textos d'Elena Fortún y Matilde Ras (2015)[11]